# Io ti darò di più/Adesso si
Io ti darò di più/Adesso sì è un singolo dei cantanti italiani Iva Zanicchi e Memo Remigi, pubblicato su 45 giri tascabile nel 1966.

## Tracce
Lato A
- Iva Zanicchi: Io ti darò di più - (Testa - Remigi)

Lato B
- Memo Remigi: Adesso sì - (S. Endrigo)